# 1930 год в авиации
Список событий в авиации в 1930 году.

## События
- 20 марта — основан Московский авиационный институт.
- 29 апреля — первый полёт истребителя И-5[1].
- 15 мая — первый полёт Эллен Черч в качестве стюардессы. Эллен Черч считается первой в мире стюардессой.[2]
- 16 мая — первый полёт рекордного самолёта Bl-110 Joseph Le Brix.[3]
- 9 августа — первый полёт почтового самолёта К-6.
- 13 сентября — первый полёт первого советского экспериментального вертолёта ЦАГИ 1-ЭА.[4]
- 4 октября — основан НИИ ГВФ.
- 22 октября — приказом № 108 по Главной инспекции ГВФ в Балашове создана 3-я Объединённая школа пилотов и авиационных техников ГВФ, впоследствии Балашовское высшее военное авиационное училище лётчиков.
- 11 ноября — первый полёт первого советского серийного самолёта-амфибии Ш-2.
- Декабрь — первый полёт пассажирского самолёта Potez 40.
- 12 декабря — первый полёт истребителя И-8 конструкции А. Н. Туполева, (пилот Громов М. М.)
- 22 декабря — первый полёт цельнометаллического четырёхмоторного моноплана АНТ-6, прототипа тяжёлого бомбардировщика ТБ-3 конструкции А. Н. Туполева (пилот Громов М. М.)

### Авиакатастрофы
- 5 октября — во время полёта в районе города Бове разбился дирижабль R101. Погибло 48 человек.

### Без точных дат
- Первый полёт пассажирского самолёта Wibault 360.[5]

## Персоны

### Родились
- 15 мая — Борис Егорович Панюков советский государственный деятель, министр гражданской авиации СССР (1990—1991).
- 5 октября — Павел Романович Попович советский космонавт. Дважды Герой Советского Союза (1962, 1974). Пилот космического корабля «Восток-4»; командир космического корабля «Союз-14», лётчик-космонавт СССР № 4. Позывной — «Беркут».

### Скончались
- 8 апреля — Яцук, Николай Александрович, инженер-механик флота, капитан 2 ранга, участник Русско-японской и Первой мировой войн, один из первых русских авиаторов, начальник Школы авиации Императорского Всероссийского аэроклуба, командир 34-го корпусного авиационного отряда Особого Добровольческого авиаотряда, первым теоретически обосновал возможность воздушного тарана, Георгиевский кавалер, организовал первую в стране школу военной маскировки, преподаватель ВВИА имени Н. Е. Жуковского, профессор.